# Bobby Seale
Robert George "Bobby" Seale (22 d'octubre de 1936) és un activista polític nord-americà. Juntament amb Huey P. Newton, va fundar el Partit de les Panteres Negres.

## Vida primerenca
Seale és el més gran de tres germans. Té un germà més petit, Jon, i una germana més jove, Betty. Va néixer a Liberty, Texas, fill de George Seale, fuster, i Thelma Seale, mestressa de casa. La família Seale va viure en la pobresa durant la major part de la infància de Bobby Seale. Després de traslladar-se primer a Dallas, i després a San Antonio i Port Arthur, la seva família es va reubicar a Oakland, Califòrnia, quan Bobby tenia vuit anys. Seale va assistir al Berkeley High School, i després de deixar els estudis es va allistar a les Forces d'Aèries dels Estats Units el 1955. Tres anys després va ser expulsat per mala conducta per haver agredit un oficial. Més endavant va treballar de mecànic de xapa en vàries plantes aeroespacials mentre estudiava el graduat escolar de nit.Després d'aconseguir el títol de batxillerat, Seale es va matricular al Merritt Community College on va estudiar Enginyeria i Política fins al 1962.
A la universitat, Bobby Seale es va unir l'Associació Afroamericana (AAA). «Volia ser enginyer quan vaig anar a la universitat, però vaig canviar de seguida car em vaig interessar per la història negra americana i vaig intentar resoldre alguns problemes». A través del grup de l'AAA, Seale va conèixer Huey P. Newton. El juny de 1966, Seale va començar a treballar al North Oakland Neighborhood Anti-Poverty Center en el seu programa de joventut. L'objectiu de Seale era ensenyar als joves Història Negra i que aprenguessin a ser responsables vers les persones que viuen en llurs comunitats. Mentre treballava en el programa, Seale va conèixer Bobby Hutton, el primer membre del Partit de les Panteres Negres.
Mentre estudiava a la universitari, Seale fou membre de la fraternitat Phi Beta Sigma. Es va casar amb Artie Seale, i va tenir un fill, Malik Nkrumah Stagolee Seale.

## Panteres Negres
Bobby Seale i Huey P. Newton es van inspirar en els ensenyaments de l'activista Malcolm X, assassinat el 1965. El dos es van unir per a crear el Partit de les Panteres Negres per a l'Autodefensa l'octubre de 1966, que més endavant va adoptar el lema «La llibertat per tots els mitjans». Abans de les Panteres Negres, Seale i Newton van crear un grup amb el nom de Consell Assessor de l'Alumnat. El grup estava organitzat per a funcionar a través de la "ultrademocràcia", definida com l'individualisme que es manifesta com una aversió a la disciplina. «L'objectiu era desenvolupar un grup al campus universitari que ajudés a desenvolupar el lideratge, tornar a la comunitat negra i servir a la comunitat negra de manera revolucionària». Seale i Newton van crear llavors el Partit de les Panteres Negres per organitzar la comunitat negra i expressar els seus desitjos i necessitats a fi de resistir el racisme i classisme que perpetuava el sistema socioeconòmic. Seale va descriure les Panteres Negres com «una organització que representa totes les persones negres; molts blancs radicals s'hi identifiquen i entenen que el les Panteres Negres és un front revolucionari just contra aquest racista sistema decadent i capitalista».
Seale i Newton van escriure junts el manifest «What We Want Now!», del qual Seale va dir que pretenia enunciar «les coses pràctiques, concretes que necessitem i que haurien d'existir», i «What We Believe», on esbossen els principis filosòfics del Partit de les Panteres Negres per educar a les persones i difondre informació sobre les particularitats del partit. Aquests escrits eren part del Programa de Deu Punts, un conjunt de directrius sobre els ideals i les maneres de fer de les Panteres Negres. Newton va ser nomenat Ministre de Defensa i Seale President del Partit. Mentre van estar a les Panteres Negres van se objecte de vigilància per part de l'FBI dintre del programa COINTELPRO.
El 1968 Seale va escriure Seize the Time: The Story of the Black Panther Party and Huey P. Newton, publicat el 1970.

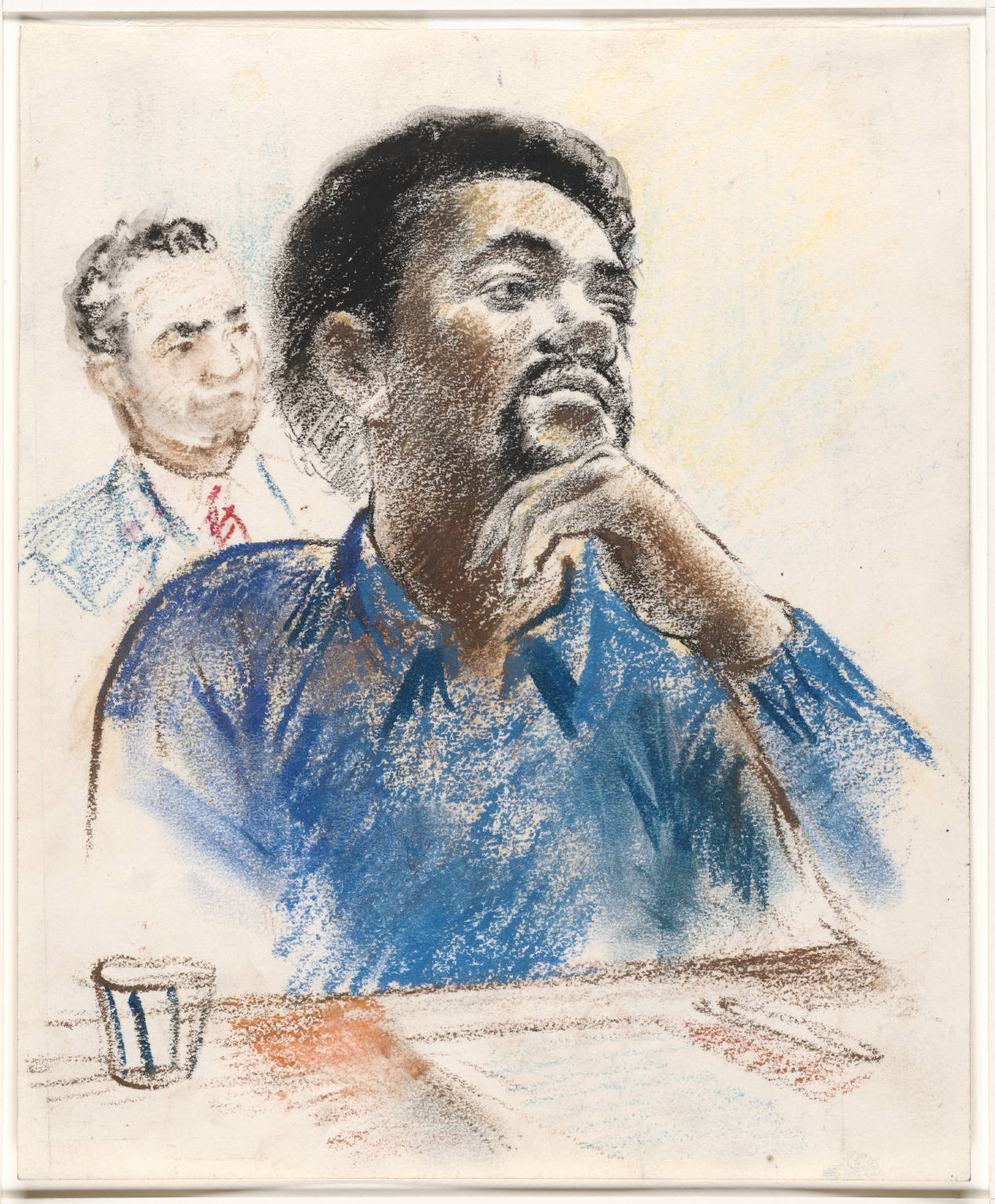
Seale el 1970

Bobby Seale va ser un dels acusats en el cas Chicago Eight, acusats de conspiració i incitació al motí després de la Convenció Nacional Demòcrata de 1968 a Chicago. Bobby Seale, mentre estava a la presó, va declarar: «Ser revolucionari és ser un enemic de l'estat. Ser arrestat per aquesta lluita és ser un presoner polític». L'evidència contra Seale era dèbil, ja que hi era en substitució de l'activista Eldridge Cleaver i havia estat a Chicago només dos dies abans de la convenció.Durant el judici, una de les moltes protestes airades de Seale va provocar que el jutge, Julius Hoffman, el fes emmanillar i expulsar, com recull la cançó «Chicago» escrita per Graham Nash, i el poema-cançó «H2Ogate Blues» de Gil Scott-Heron. El 5 de novembre de 1969, el jutge Hoffman el va condemnar a quatre anys de presó per 16 mostres de menyspreu, comptant cada mostra per tres mesos pels seus esclats d'ira durant el judici i, finalment, va apartar Seale del cas, fet que va comportar que el procés passés a anomenar-se Chicago Seven. El judici del cas Chicago Eight va ser descrit al telefilm d'HBO de 1987 Conspiracy: The Trial of the Chicago 8, el guió es va basar en gran manera en les transcripcions dels procediments judicials i Seale va ser retratat per l'actor Carl Lumbly.

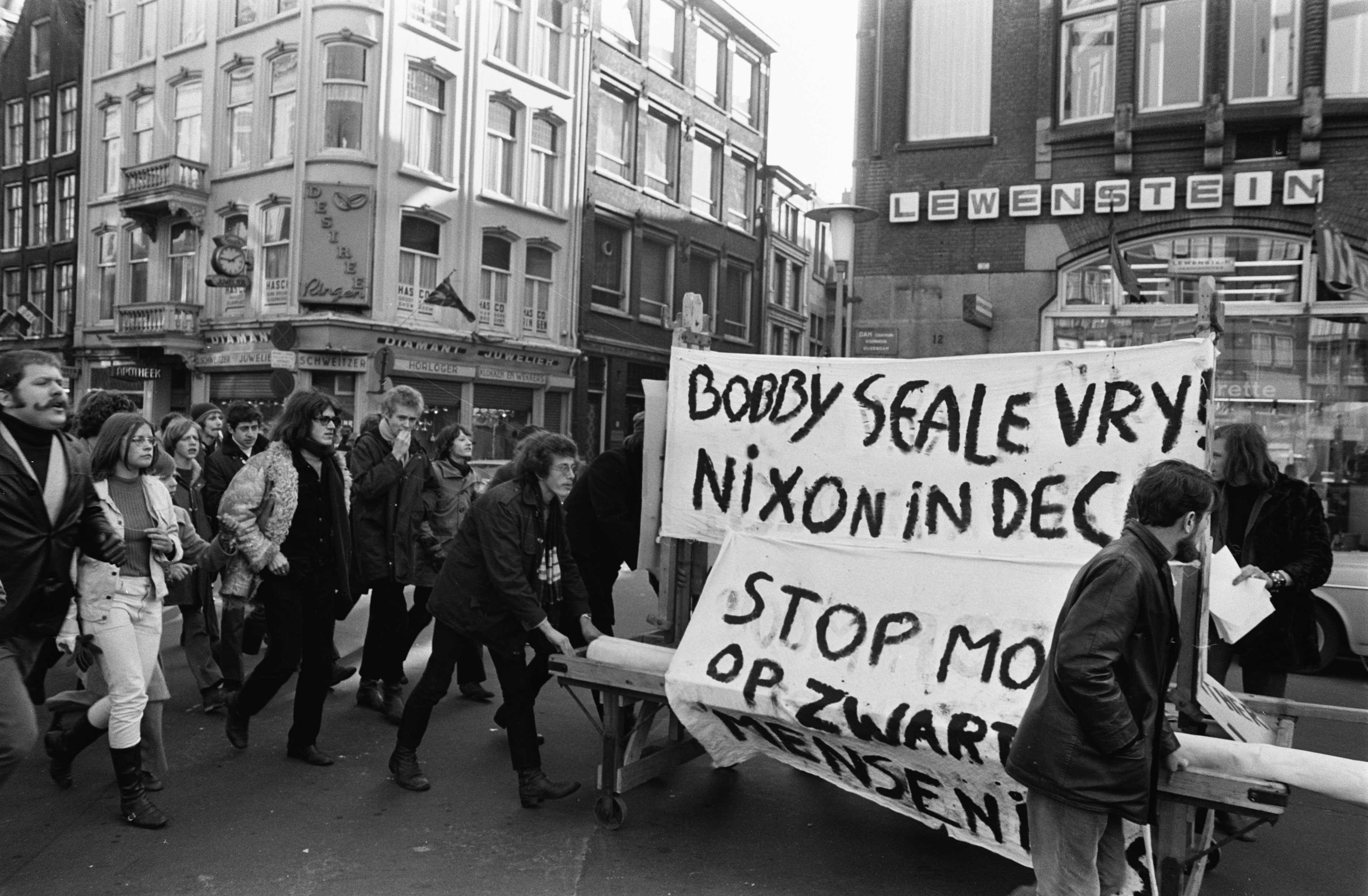
Manifestació a favor de Bobby Seale a Amsterdam el 14 de març de 1970

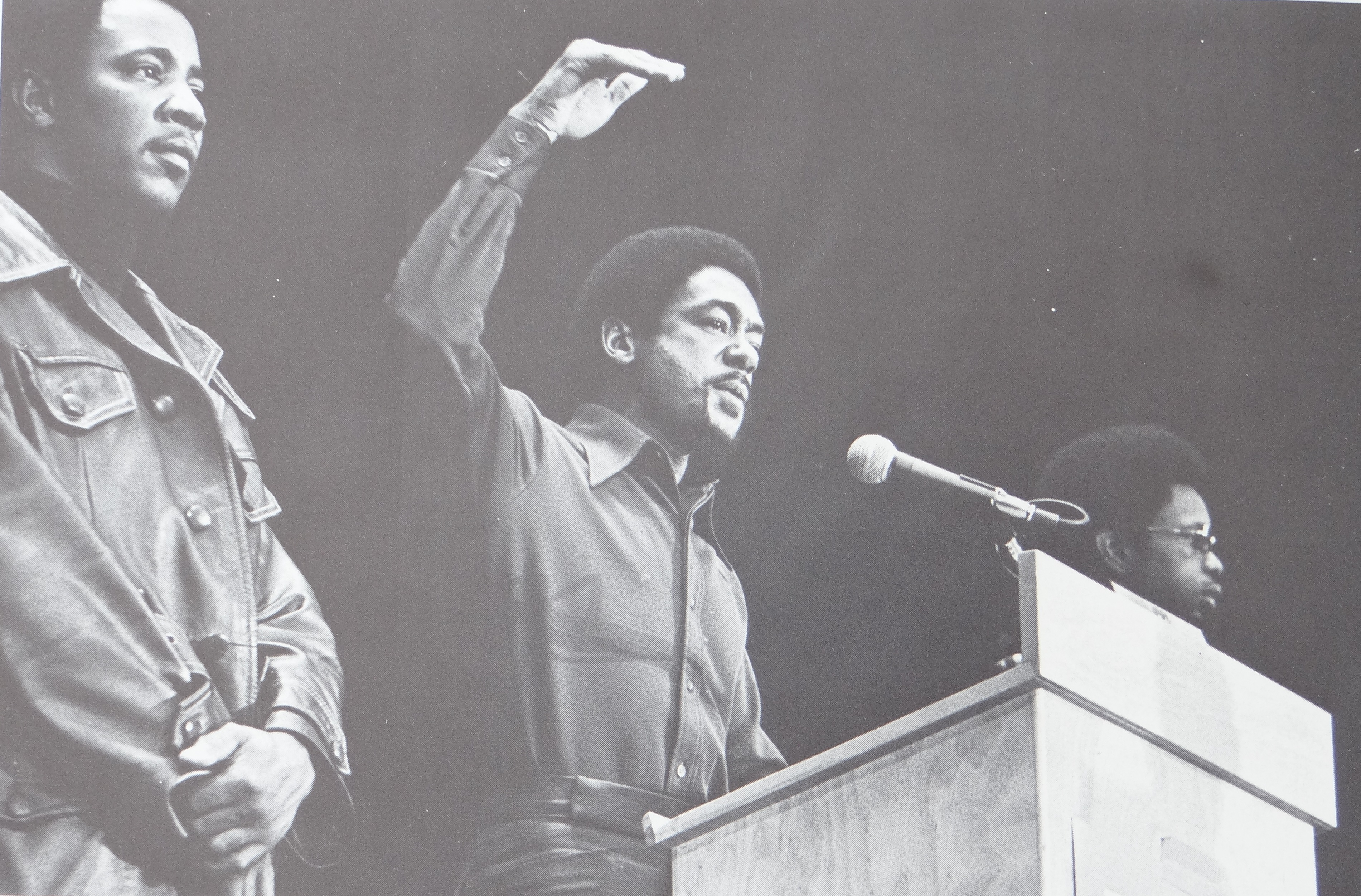
Bobby Seale al John Sinclair Freedom Rally, el 10 de desembre de 1971 al Crisler Arena a Ann Arbor

Durant la seva condemna de quatre anys, Seale va tornar a ser jutjat el 1970 en el procediment New Haven Black Panther. Diversos oficials de l'organització de les Panteres Negres havien assassinat a un company, Alex Rackley, el qual havia confessat sota tortura, per ser un informant de la policia. George Sams, Jr. va testificar que Seale, el qual havia visitat New Haven unes hores abans de l'assassinat, li havia ordenat matar Rackley. El jurat no va poder arribar a un veredicte contra Seale i, finalment, els càrrecs van ser desestimats. El govern va suspendre les seves investigacions i Seale va ser alliberat de la presó el 1972. Mentre Seale era dins de la presó, la seva esposa, Artie, quedà embarassada, presumptament per Fred Bennett. Bennett fou assassinat i mutilat, i les seves restes van ser trobades en un amagatall l'abril de 1971.
Seale es va presentar a l'alcaldia d'Oakland, el 1973. Va ser la segona candidatura més votada però finalment va perdre. El 1974, Seale i Huey P. Newton van discutir al voltant d'una pel·lícula sobre les Panteres Negres que Newton volia que Bert Schneider produís. Segons diverses versions, la pugna acabà amb Seale ferit greument amb una corbata de manera que requerí un llarg tractament mèdic per les seves lesions. Després, va desaparèixer durant gairebé un any fins a acabar la seva afiliació amb el partit el 1974. Seale va negar tot enfrontament físic i va desmentir els rumors sobre que ell i Newton haguessin deixat de ser amics.

## Programa de Deu Punts
Bobby Seale va treballar amb Huey P. Newton per crear el Programa de Deu Punts. El programa era una demanda política i social per a la supervivència de la població negra als Estats Units. El document va recollir l'explotació econòmica i el maltracte històric de la comunitat negra. El manifest resultà revelador per a aquells que patien sota la naturalesa opressiva del poder blanc. El programa explica com la combinació del racisme i el capitalisme va donar lloc al feixisme als EUA. El Programa de Deu Punts estableix la necessitat d'ocupació plena dels negres, la necessitat de protecció i d'educació digna. Educació digna implica l'ensenyament de la història real dels Estats Units, la història que inclou l'assassinat dels nadius americans i l'esclavitud dels africans. El Programa reclama també l'alliberament de presos polítics.
1. Volem llibertat
2. Volem plena ocupació per al nostre poble
3. Volem habitatge digne
4. Volem l'exempció militar per als homes negres
5. Volem una educació digna que ensenyi la natura racista d'aquesta societat
6. Volem el final del saqueig de la nostra comunitat per part dels capitalistes blancs
7. Volem el final immediat de la brutalitat policial i els assassinats
8. Volem que tots els presos siguin alliberats perquè no van tenir un judici just car foren jutjats només per blancs
9. Volem que quan les persones negres siguin jutjades ho siguin per un tribunal paritari, i paritari significa del mateix estrat econòmic, social, religiós, històric i racial
10. En resum: volem sostre, roba, educació, justícia i pau.

## Vida després de les Panteres Negres
El 1978 Bobby Seale va escriure una autobiografia titulada A Lonely Rage. Així mateix, i el 1987 va escriure un llibre de cuina anomenat Barbeque amb Bobby Seale: Hickory & Mesquite Recipes, els ingressos del qual foren per a diverses organitzacions socials sense ànim de lucre. Seale també va promocionar els gelats Ben & Jerry's.
El 1998 Seale va aparèixer a la sèrie de documentals televisius Cold War, debatent sobre els esdeveniments dels anys seixanta. El 2002 Seale va començar a dedicar el seu temps a Reach!, un grup centrat en els programes d'educació juvenil. També ha impartit Estudis Africans a la Universitat de Temple, Filadèlfia. Seale apareix a l'última novel·la de Roberto Bolaño, 2666, amb el nom de Barry Seaman. També el 2002, Seale va tornar a Oakland, treballant amb joves advocats polítics per influir en el canvi social. L'any 2006 va aparèixer en el documental The U.S. vs. John Lennon explicant la seva amistat amb John Lennon. Seale també ha visitat més de 500 col·legis per compartir la seva experiència com a Pantera Negra i donar consells als estudiants interessats en l'organització de la comunitat i la justícia social.
Actualment recapta diners a través de les vendes dels seus llibres, pòsters i altres productes per produir Seize the Time: The Eighth Defendant, una pel·lícula que tractarà sobre les experiències de Seale com a president i fundador del les Panteres Negres. Preveu detallar les seves interaccions amb els 49 nuclis de les Panteres Negres establerts als EUA. També col·labora amb vàries organitzacions socials sense ànim de lucre.